# Maccaffertium ithaca
Maccaffertium ithaca är en dagsländeart som först beskrevs av James Brackenridge Clemens och Emery Clarence Leonard 1924.  Maccaffertium ithaca ingår i släktet Maccaffertium och familjen forsdagsländor. Inga underarter finns listade i Catalogue of Life.